# Лижье, Ги
Ги Лижье́ (фр. Guy Ligier; 12 июля 1930, Виши, департамент Алье, Франция — 23 августа 2015, Невер, департамент Ньевр, Франция) — французский спортсмен и предприниматель. Ги Лижье выступал в нескольких видах спорта: гребле (чемпион Франции), регби, мото- и автогонках (в 1966—1967 годы выступал в «Формуле-1»). С 1976 по 1996 годы — владелец команды «Формулы-1» Ligier, выигравшей 9 Гран-при.

## Биография
Родился в семье фермера в городке Виши в центральной Франции. Когда Ги было всего 7 лет, потерял родителей, а в 14 лет был вынужден бросить школу и пойти работать подмастерьем мясника. Увлёкся спортом и стал чемпионом Франции по гребле 1947 года. Позднее выступал за несколько второразрядных команд по регби, но из-за полученных травм был вынужден прекратить выступления. Купил мотоцикл и успешно участвовал в кольцевых мотогонках. На заработанные победами в гонках деньги купил бульдозер и основал строительную фирму. Завёл знакомства среди политиков, в частности — с мэром Виши Пьером Кулоном. Это позволяло фирме Лижье получать строительные подряды и быстро развиваться — через несколько лет у него работали 1200 человек и 500 единиц техники.
Получаемая прибыль позволила владельцу процветавшей компании реализовать свою мечту о скорости — он стал покупать себе спортивные автомобили и участвовать в гонках. Начав с Simca 1300 в 1957 году, к 1966 году он добрался до участия в «Формуле-1», приобретя спортивный болид, который пилотировал лично. Участвовал в 12 гран-при в 1966 и 1967 годах, лучший достигнутый результат — это шестое место на Гран-при Германии 1967 года. В следующем сезоне выступал в «Формуле-2» со своим другом Жо Шлессером, а когда тот погиб, назвал свой гоночный автомобиль инициалами друга — JS. Когда через 10 лет он создал гоночную команду «Формулы-1», все её автомобили также стали именоваться этими инициалами.

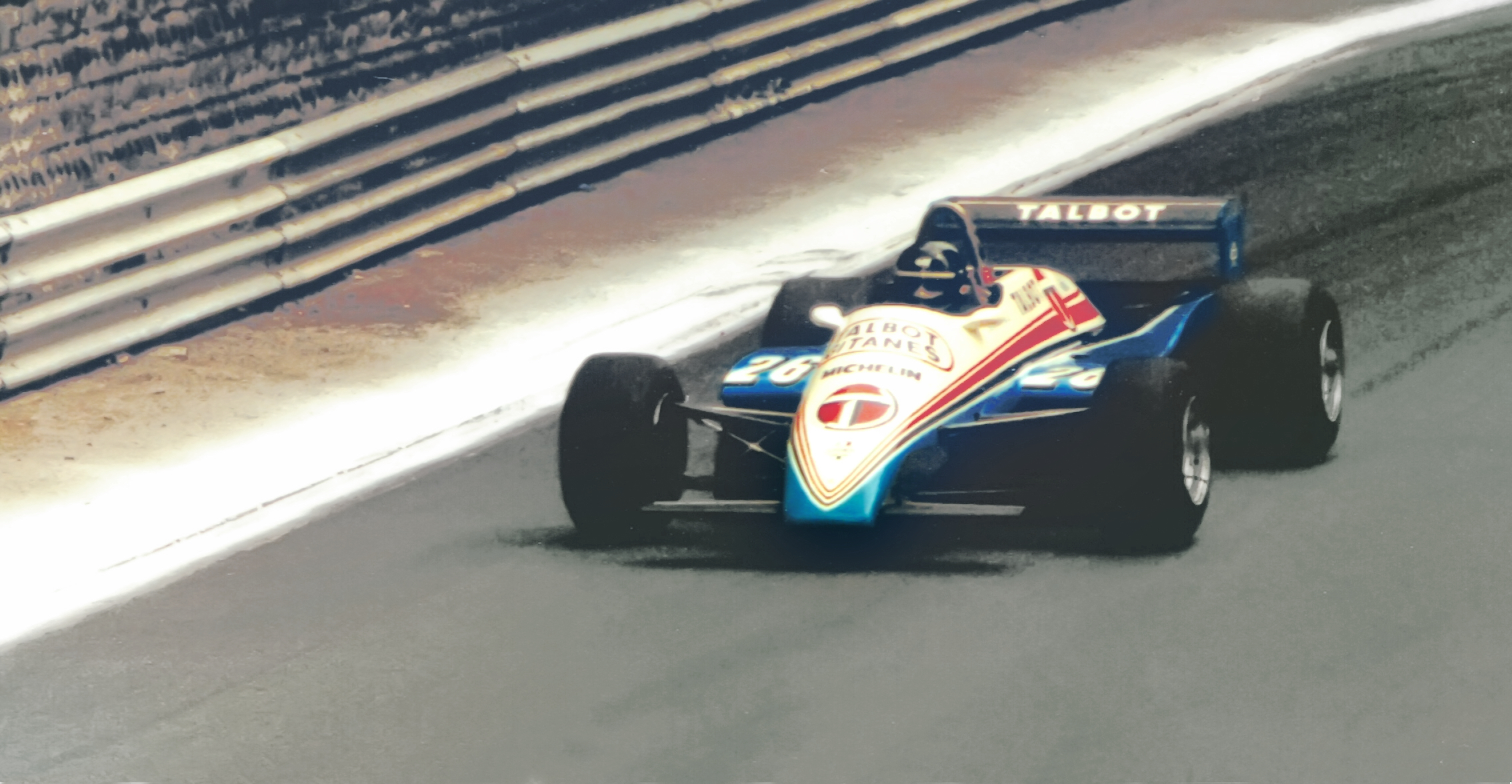
Жак Лаффит за рулём болида команды «Лижье». По, 1982.

В 1976 году создал гоночную команду «Формулы-1» своего имени, которая просуществовала 20 лет. За это время команда провела 326 гонок, пилоты команды одержали 9 побед, добились 9 поул-позишн и 50 раз поднимались на подиум. Лижье позиционировал свою компанию как самую французскую: предпочитал брать французских пилотов, спонсорами команды выступали французский табачный бренд Gitanes и французский нефтяной гигант Elf. Среди успехов команды — шесть побед Жака Лаффита (1977, две в 1979, одна в 1980 и 2 в 1981), одна Патрика Депайе в 1979, одна Дидье Пирони в 1980 и — после почти 15-летнего перерыва — победа Оливье Паниса на Гран-при Монако 1996 года. Лучшее достижение «Лижье» в командном зачёте — второе место в Кубке конструкторов 1980 года. В 1996 году из-за финансовых трудностей команда была продана Алену Просту.
Ги Лижье всегда умело пользовался своими связями в политических кругах — в частности, знакомство с будущим президентом Франсуа Миттераном и премьер-министром Пьером Береговуа позволило пролоббировать государственную и муниципальную помощь в реконструкции и поддержанию автодрома в Маньи-Куре, в результате чего с 1991 по 2008 годы там проводились Гран-при Франции «Формулы-1». Однако, эти же знакомства в конце концов вылились в скандал и обвинения в коррупции и незаконном финансировании Социалистической партии в 1992 году, хоть обоснованность обвинений и не была доказана.
Оставив «Формулу-1», Ги Лежье создал новую компанию, занимавшуюся продажей сельскохозяйственных удобрений. Он также запустил автомобильный завод, выпускавший небольшие автомобили, для управления которыми не требовалось наличие водительских прав. В 2014 году был выпущен также спортпрототип Ligier JS P2, принимавший участие в гонке 24 часа Ле-Мана.
Ги Лижье скончался 23 августа 2015 года в возрасте 85 лет.

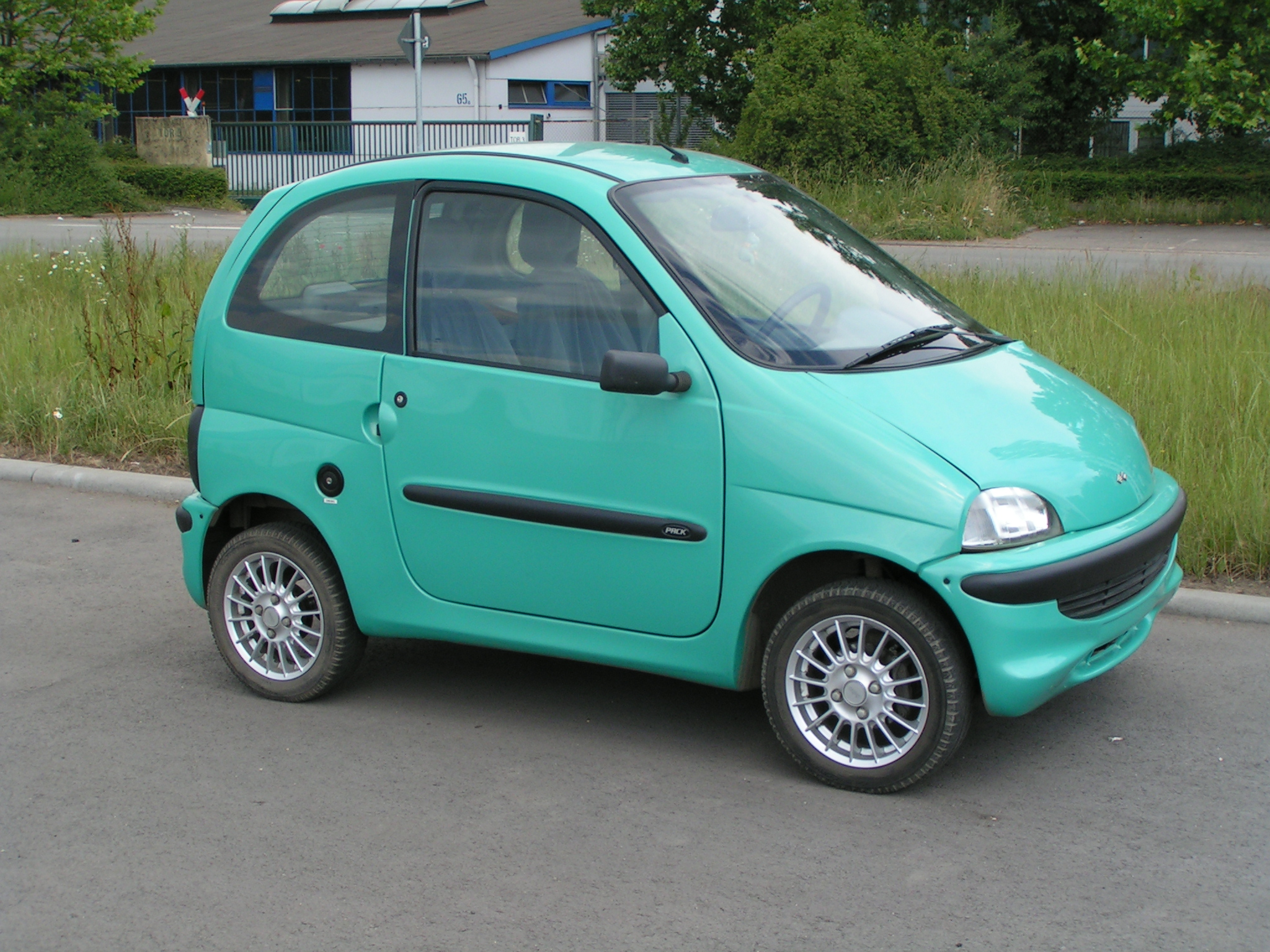
Ligier Nova — один из микроавтомобилей компании Ги Лижье. Для управления ей не требуются права.
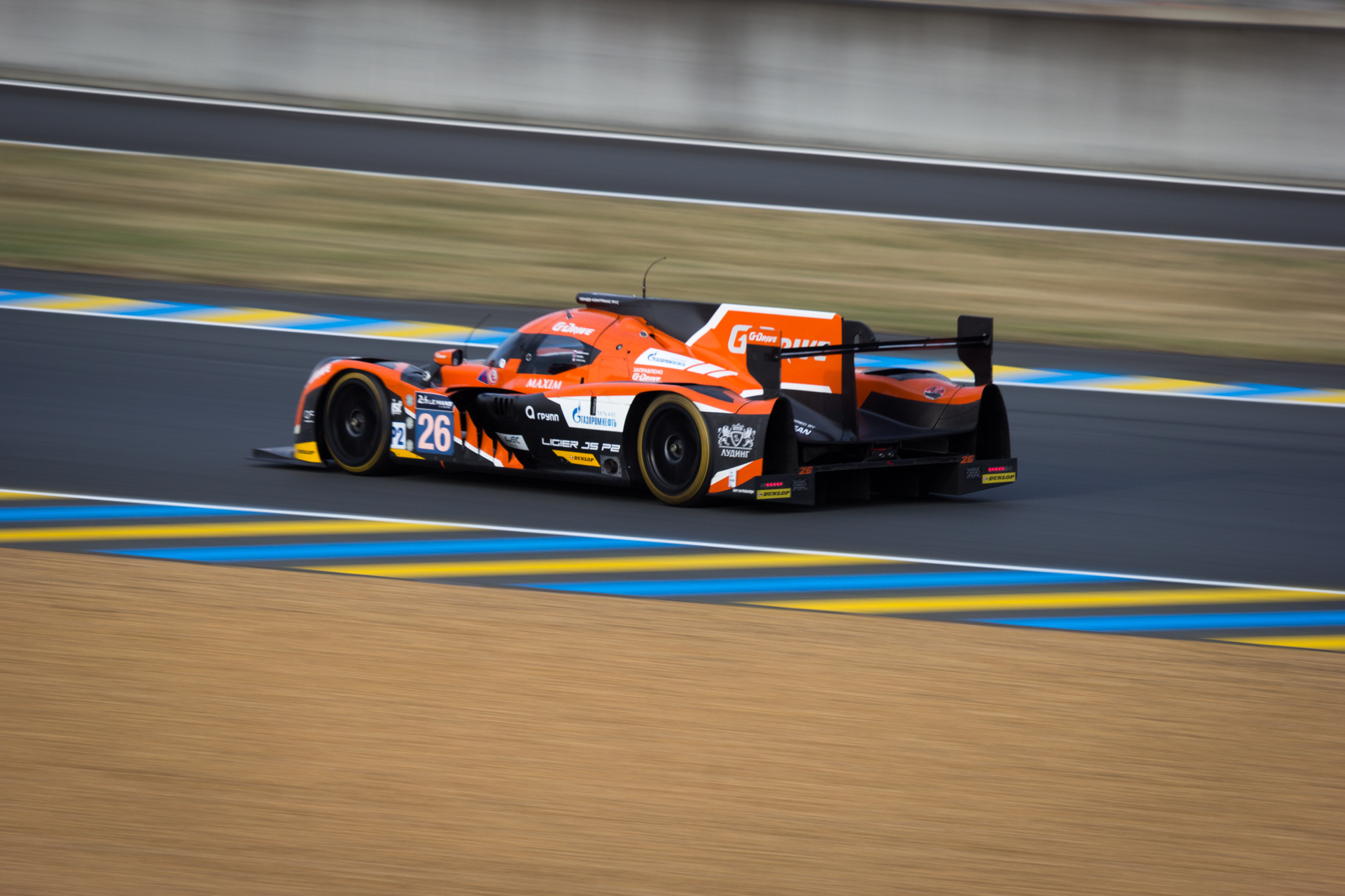
Ligier JS P2 команды G-Drive Racing — победителя чемпионата мира по автогонкам на выносливость в классе LMP2